# 청진시 (대한민국)
청진시(淸津市)는 대한민국 함경북도에 있는 대한민국의 시이다. 이북5도위원회가 관리하는 명목상의 행정 구역이다. 면적은 275km2로, 시청은 신암동1가에 있었다. 60개 동으로 구성되어 있었으며, 이북5도청은 명예동장 5명(신암동, 포항동, 용성동, 청암동, 나남동)을 임명하고 있다. 함경북도의 도청 소재지이다.

## 행정 구역
| - 신암동1가~4가(新巖洞1街~4街) - 송도동(松島洞) - 일출동(日出洞) - 영동(榮洞) - 서동(曙洞) - 교립동(橋立洞) - 고사동(高沙洞) - 파동(巴洞) - 수동(壽洞) - 행동(幸洞) - 축동(祝洞) - 조일동(朝日洞) - 목하전동(目賀田洞) - 상반동(常盤洞) - 상생동(相生洞) - 길천동(吉川洞) - 부도동(敷島洞) - 대화동(大和洞) - 명치동(明治洞) | - 보동(寶洞) - 입선동(入船洞) - 미생동(彌生洞) - 부귀동(富貴洞) - 복천동(福泉洞) - 북성동(北星洞) - 항동(港洞) - 천마동(天馬洞) - 포항동(浦項洞) - 어항동(漁港洞) - 동송향동(東松鄕洞) - 동수남동(東水南洞) - 동월포동(東月浦洞) - 동자작동(東自作洞) - 반죽동(班竹洞) - 창평동(蒼坪洞) - 직하동(稷下洞) - 서자작동(西自作洞) - 수성동(輸城洞) | - 송동(松洞) - 근동(芹洞) - 서월포동(西月浦洞) - 서송향동(西松鄕洞) - 회암동(回巖洞) - 남석동(南夕洞) - 송정동(松亭洞) - 용향동(龍鄕洞) - 강덕동(康德洞) - 농포동(農圃洞) - 봉암동(鳳巖洞) - 나북동(羅北洞) - 나남본동(羅南本洞) - 생구동(生駒洞) - 미길동(美吉洞) - 초뢰동(初瀨洞) - 수북동(水北洞) - 수남동(水南洞) - 용암동(龍巖洞) |

## 참고 문헌
- “함경북도 시군 소개”. 이북5도위원회.
- “함경북도 기구 및 정원”. 이북5도위원회.

## 같이 보기
- 청진시